# Kurt Zahn
Kurt Zahn (* 3. Oktober 1940 in Jena) ist ein ehemaliger deutscher Politiker (SED), der unter anderem Funktionär der Freien Deutschen Jugend (FDJ) und des Freien Deutschen Gewerkschaftsbundes (FDGB) war.

## Leben
Kurt Zahn, Sohn eines Handwerkers, begann nach dem Schulbesuch 1955 eine Berufsausbildung zum Kaufmann im VEB Carl Zeiss Jena, die er 1958 beendete. Er 2war daraufhin als Mitarbeiter im VEB Carl Zeiss Jena tätig. Während dieser Zeit wurde er 1955 Mitglied der Freien Deutschen Jugend (FDJ) und absolvierte zudem zwischen 1960 und 1963 ein Fernstudium im Fach Außenhandelswirtschaft. 1961 wurde er Mitglied der Sozialistischen Einheitspartei Deutschlands (SED) und fungierte 1963 zunächst als 2. Sekretär und daraufhin von 1964 bis 1965 als 1. Sekretär der FDJ-Grundorganisation (GO) des VEB Carl Zeiss Jena. Am 6. April 1965 wurden er und das FDJ-Mitglied Hans-Dieter Fritschler durch den westdeutschen Bundesgrenzschutz gewaltsam an der Reise nach München und Nürnberg gehindert. Im Anschluss war er zwischen 1965 und 1969 Sekretär sowie im Anschluss von 1969 bis 1974 1. Sekretär der FDJ-Bezirksleitung im Bezirk Gera und zudem auch Mitglied der SED-Bezirksleitung im Bezirk Gera. Ein 1966 begonnenes Fernstudium an der Parteihochschule „Karl Marx“ schloss er als Diplom-Gesellschaftswissenschaftler ab. 
Zahn war zudem von 1971 bis 1977 Mitglied des Büros des Zentralrates der FDJ sowie zwischen 1974 und 1977 Sekretär des Zentralrates der FDJ. Als Nachfolger von Helmut Thiele wurde er im Juni 1977 Sekretär für Jugend und Sport des Bundesvorstandes des Freien Deutschen Gewerkschaftsbundes (FDGB) und bekleidete diese Funktion bis November 1989. Zugleich war er von Juni 1977 bis November 1989 Mitglied des Präsidiums des Bundesvorstandes des FDGB. Darüber hinaus war er zwischen 1977 und 1989 auch Mitglied des Präsidiums des Deutschen Turn- und Sportbundes (DTSB) und wurde 1979 für seine Verdienste mit dem Vaterländischen Verdienstorden (VVO) ausgezeichnet. Im November 1989 wurde er aller Funktionen enthoben und arbeitete danach seit 1990 als Buchhalter.

## Veröffentlichungen
Kurt Zahn gab zudem mehrere Bücher für die Arbeitsgemeinschaft für Mitteldeutsche Familienforschung e.V. heraus. Zu seinen Veröffentlichungen gehören:
- Findbuch zum Nachlaß von Gero von Wilcke im Archiv des Herold, 2002
- Die Strele, die ersten Herren von Storkow und Beeskow (um 1200 bis um 1400), 2002
- Zur Geschichte und Genealogie der Herren von Strele, den ersten Herren von Storkow und Beeskow (1200–1400), 2003
- Die Pfarrer der Superintendentur Jena von den Anfängen bis zum Ausgang des 18. Jahrhunderts, 2004
- Zur Geschichte von Wenigenjena und Camsdorf von der Ersterwähnung 1257 bis zur Eingemeindung in die Stadt Jena 1909. Familienregister und Häuserbuch, 2005, Neuauflage 2007
- Die ältesten Kirchenbücher von Wenigenjena von 1713–1807. Register aller Trauungen, Taufen und Beerdigungen. Aus den Aufzeichnungen der Wenigenjenaer Pfarrer über eine Zeit von mehr als 90 Jahren, 2006